# Grand Prix ISU juniores in Ungheria
Il Grand Prix ISU juniores in Ungheria è una competizione internazionale di pattinaggio di figura. Si tiene in autunno e fa parte del circuito Grand Prix ISU juniores di pattinaggio di figura. Le medaglie sono assegnate nelle discipline del singolo maschile, singolo femminile, coppie e danza su ghiaccio.

## Vincitori

### Singolo maschile
| Anno | Luogo          | Oro                 | Argento         | Bronzo              |
| 1997 | Székesfehérvár | Vitalij Danyl'čenko | Hristo Turlakov | Vincent Restencourt |
| 1998 | Budapest       | Il'ja Klimkin       | Yosuke Takeuchi | Ryan Bradley        |
| 2004 | Budapest       | Aleksandr Uspenskij | Yasuharu Nanri  | Sergej Voronov      |
| 2006 | Budapest       | Stephen Carriere    | Takahito Mura   | Eliot Halverson     |
| 2009 | Budapest       | Richard Dornbush    | Grant Hochstein | Zhan Bush           |
| 2023 | Budapest       | Kim Yun-gyeom       | Naoki Rossi     | Haru Kakiuchi       |

### Singolo femminile
| Anno | Luogo          | Oro                | Argento         | Bronzo          |
| 1997 | Székesfehérvár | Julija Soldatova   | Júlia Sebestyén | Anette Dytrt    |
| 1998 | Budapest       | Júlia Sebestyén    | Sarah Hughes    | Chisato Shiina  |
| 2004 | Budapest       | Yuna Kim           | Aki Sawada      | Katy Taylor     |
| 2006 | Budapest       | Juliana Cannarozzo | Rumi Suizu      | Choi Ji Eun     |
| 2009 | Budapest       | Polina Šelepen     | Angela Maxwell  | Haruka Imai     |
| 2023 | Budapest       | Shin Ji-a          | Kim Yu-seong    | Ayumi Shibayama |

### Coppie
| Anno | Luogo          | Oro                                    | Argento                              | Bronzo                                         |
| 1997 | Székesfehérvár | Alena Mal'ceva / Oleg Popov            | Megan Sierk / Dustin Sierk           | Viktorija Maksjuta / Vladislav Žovnirskij      |
| 1998 | Budapest       | Elena Bogospasaeva / Oleg Ponomarenko  | Svetlana Nikolaeva / Aleksej Sokolov | Stefanie Weiss / Matthias Bleyer               |
| 2004 | Budapest       | Sydney Schmidt / Christopher Pottenger | Lindsey Seitz / Andy Seitz           | Alina Dichtjar / Fillip Zalevski               |
| 2006 | Budapest       | Keauna McLaughlin / Rockne Brubaker    | Kaela Pflumm / Christopher Pottenger | Emilie Demers Boutin / Pierre-Philippe Joncas  |
| 2023 | Budapest       | Anastasiia Metelkina / Luka Berulava   | Violetta Sierova / Ivan Khobta       | Martina Ariano Kent / Charly Laliberté-Laurent |

### Danza su ghiaccio
| Anno | Luogo          | Oro                                    | Argento                              | Bronzo                                        |
| 1997 | Székesfehérvár | Alena Mal'ceva / Oleg Popov            | Megan Sierk / Dustin Sierk           | Viktorija Maksjuta / Vladislav Žovnirskij     |
| 1998 | Budapest       | Elena Bogospasaeva / Oleg Ponomarenko  | Svetlana Nikolaeva / Aleksej Sokolov | Stefanie Weiss / Matthias Bleyer              |
| 2004 | Budapest       | Sydney Schmidt / Christopher Pottenger | Lindsey Seitz / Andy Seitz           | Alina Dichtjar / Fillip Zalevski              |
| 2006 | Budapest       | Keauna McLaughlin / Rockne Brubaker    | Kaela Pflumm / Christopher Pottenger | Emilie Demers Boutin / Pierre-Philippe Joncas |
| 2023 | Budapest       | Iryna Pidgaina / Artem Koval           | Yahli Pedersen / Jeffrey Chen        | Dania Mouaden / Thèo Bigot                    |